# 下長者町通

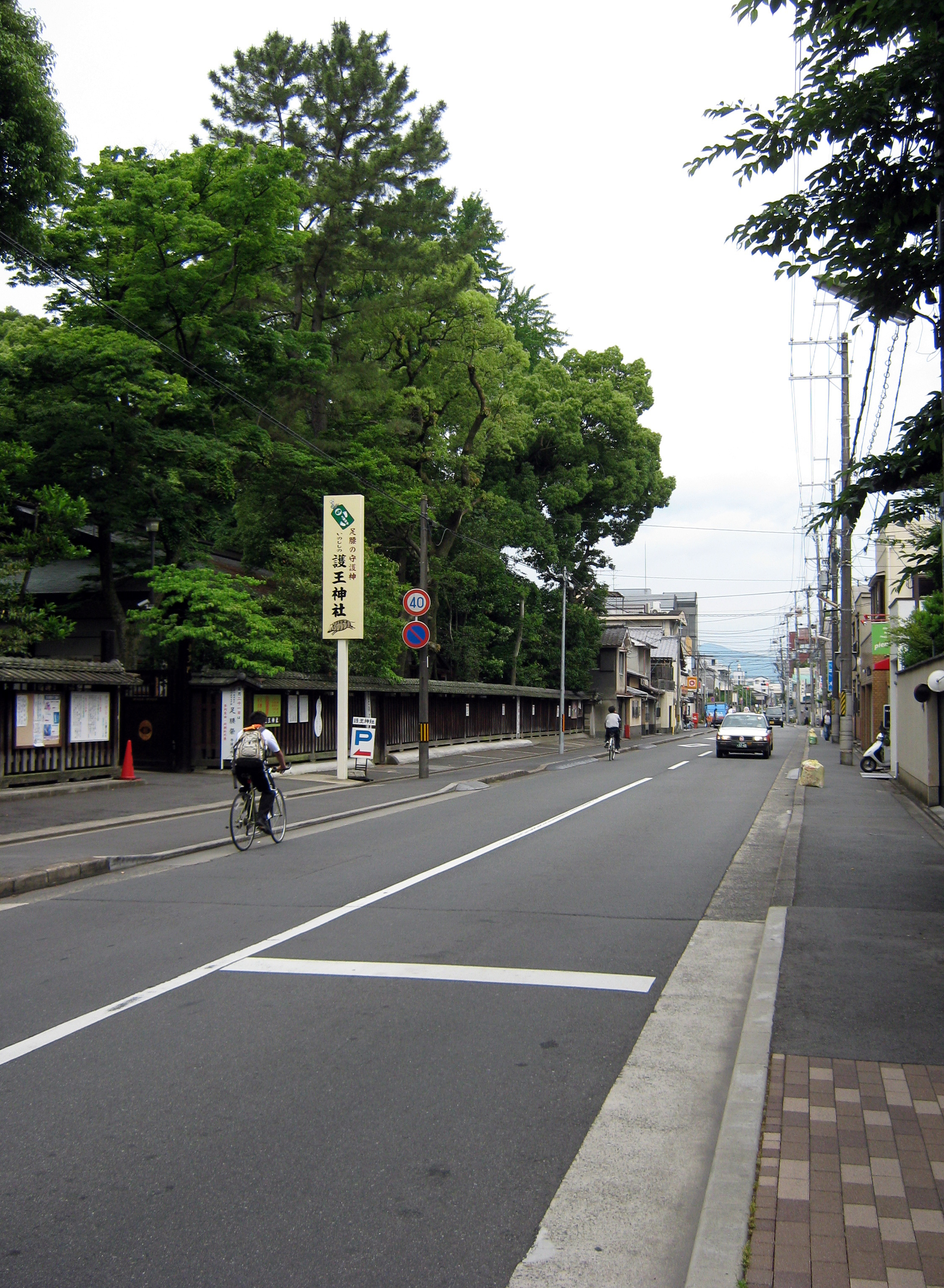
烏丸通より西を見る

下長者町通（しもちょうじゃまちどおり）は京都市上京区の東西の通りの一つ。東は烏丸通から西は千本通西入まで。
住宅地の交通量の少ない通りである。烏丸通から堀川通までは片側1車線ある。
平安京の頃は鷹司小路と呼ばれており、摂関家として知られた鷹司家はこの通りの室町通の角に､邸宅を構えたことから、その名が付いた。

## 沿道の主な施設
- 京都御苑蛤御門　烏丸通上ル
- 護王神社　烏丸通角
- 京都府警察本部　新町通南西角
- 京都府庁　西洞院通南東角
- 近畿農政局　西洞院通下る
- ルビノ京都堀川　東堀川通角